# Plastic Memories
Plastic Memories (яп. プラスティック・メモリーズ Пурасутикку Мэмори:дзу, букв.«Пластиковые воспоминания») или просто Plamemo (яп. プラメモ Пурамэмо) — аниме-сериал в жанре научной фантастики. Производством руководила студия Doga Kobo, а в роли режиссёра выступил Ёсиюки Фудзивара, известный по экранизациям манги Mikakunin de Shinkoukei и ранобэ GJ-bu. Сериал снят по оригинальному сценарию, который написал Наотака Хаяси. Трансляция на японском телевидении стартовала в начале апреля 2015 и завершилась после показа заключительной 13-й серии в конце июня того же года.

## Сюжет
Действие сериала разворачивается в будущем, когда компания SAI создала гифтий — новый вид андроидов, которые практически неотличимы от людей, которые быстро распространились по всему миру. Гифтии абсолютно точно копировали все самые сложные черты характера и эмоции человека. Но гифтии несовершенны: каждая имеет срок службы, составляющий девять лет и четыре месяца, после истечения которых происходит разрушение личности и утрата памяти, в связи с чем создаётся особый отдел терминального обслуживания, который занимается сбором и выводом из эксплуатации андроидов, срок службы которых близок к окончанию. Цукасе, не сдавшему экзамен по причине болезни, помогают устроиться в один из таких отделов, где он начинает работать с гифтией по имени Айла. Они довольно быстро находят общий язык и, казалось бы, между ними появляется нечто большее, чем простое партнёрство, но как будут развиваться события, когда Цукаса узнает, что времени у Айлы осталось не так уж много?

## Персонажи

### Отдел терминального обслуживания № 1
Цукаса Мидзугаки (яп. 水柿 ツカサ Мидзугаки Цукаса) — главный герой аниме. Устроился работать в отдел терминального обслуживания из-за экзамена в колледже, который он завалил по причине внезапного приступа аппендицита в назначенный день. Был назначен напарником Айлы и вскоре, привязался к ней, не подозревая, что у его напарницы-гифтии времени осталось совсем мало. Когда он узнаёт это, то продолжает оставаться партнёром Айлы, и отказывается её покинуть. Его улыбка вызывала бурный интерес Айлы. В процессе совместной работы с Айлой он осознаёт, что любит её.
Сэйю: Ясуаки Такуми
Айла (яп. アイラ Айра, Isla) — главная героиня аниме. Гифтия. Миниатюрная девушка с детскими чертами лица, бледно-сиреневыми длинными волосами и двумя «хвостиками». Занималась сбором гифтий с истёкшим сроком эксплуатации, но позднее по некоторым причинам оставила эту работу и стала работать в офисе — помогала вести делопроизводство, заваривала и подавала чай. Робкая и неуклюжая, имеющая склонность постоянно спотыкаться и падать. Поначалу замкнутая в себе, но после знакомства с Цукасой становится более открытой. Имеет свой уголок, где всю свою жизнь выращивала чайные травы. Хоть и не сразу, но отвечает Цукасе взаимностью на его чувства.
Сэйю: Сора Амамия
Кадзуки Куваноми (яп. 桑乃実 カヅキ Куваноми Кадзуки) — человек. Бывшая напарница Айлы. Потеряла ногу в попытке спасти Митиру от обезумевшей гифтии-опекуна. Позднее Митиру попросила взять её на работу в отдел терминального обслуживания. Любит Айлу и всячески угрожает Цукасе, если с ней что-либо случится. В середине сериала распускает команду Айлы и Цукасы на некоторое время, чтобы помочь развитию их отношений.
Сэйю: Мэгуми Тоёгути
Митиру Кинусима (яп. 絹島 ミチル Кинусима Митиру) — человек. Рыжеволосая девушка, на голове носит странные антенны в виде кошачьих ушек. В детстве потеряла отца и была воспитана гифтией мужского пола, поэтому сопереживает людям, которые были воспитаны гифтиями или другими андроидами. Митиру пыталась защитить своего андроида-опекуна от сбора, из-за её вмешательства последний успел превратиться в «странника», и позднее был расстрелян сотрудниками частной охранной фирмы «R. Security», после чего Митиру стала ненавидеть их. Вследствие произошедшего вступила в Отдел Терминального Обслуживания. Имеет чувства к Цукасе, но всячески их отрицает.
Сэйю: Тинацу Акасаки
Зак (яп. ザック Дзакку, Zack) — гифтия. Напарник Митиру. По виду ребёнок. Любит раскрывать секреты Митиру Цукасе.
Сэйю: Саюри Яхаги
Констанс (яп. コンスタンス Консутансу, Constance) — гифтия. Напарник Кадзуки. вследствие манипуляций Кадзуки, становится напарником Цукасы вместо Айлы на некоторое время.
Сэйю: Сатоси Хино
Ясутака Ханада (яп. 縹 ヤスタカ Ханада Ясутака) — человек. В прошлом имел роман с Кадзуки. Объявляется во второй серии. Напарник Шерри. Безответственный. Часто прогуливает работу. Даёт дельные советы Цукасе.
Сэйю: Кэндзиро Цуда
Шерри (яп. シェリー Шэри:, Sherry) — гифтия. Напарник Ясутаки. Умеет точно и сильно метать мелкие предметы — заметив наблюдателя на крыше многоэтажного здания, находящегося на противоположной стороне улицы, броском шариковой ручки пробивает линзу его бинокля. Способна с одного удара выбить дверь. Не любит, когда за ней подсматривают. Часто ругает Ясутаку за опоздания и халатное отношение к работе, иногда таскает его за шиворот.
Сэйю: Айми
Такао Яманобэ (яп. 山野辺 タカオ Яманобэ Такао) — начальник первого отдела терминального обслуживания. Имеет серьёзные проблемы с начальством, но практически ничего не пытается предпринять. Ест лапшу быстрого приготовления, потому что жена отказывается готовить. Любит чай Айлы и потому постоянно просит её заварить ему его.
Сэйю: Нобуо Тобита
Рэн Каваракэ (яп. 土器 レン Каваракэ Рэн) — занимается бумагами в офисе. Женат. В отличие от Такао, питается здоровой пищей своей жены.
Сэйю: Синносукэ Огами
Эру Миру (яп. 海松 エル Миру Эру) — помощник главного инженера. Старалась помочь Айле лучше узнать Цукасу, пока, стоя на крыше, не получила в свой бинокль ручку от Шерри. Имеет большую грудь и подругу гифтию, которой заменили программное обеспечения по истечении срока эксплуатации.
Сэйю: Сумирэ Уэсака
Микидзиро Тэцугуро (яп. 鉄黒 ミキジロウ Тэцугуро Микидзиро:) — главный инженер. В сериале фигурирует только в сервисном центре. Наблюдает за показателями Айлы во время тренировок.
Сэйю: Мицуаки Хосино

## Терминология
Sion Artificial Intelligence (сокр. SAI) — крупная компания, которая занимается производством высокоэффективных андроидов под названием «Гифтия» и куда Цукаса ходит ежедневно. За сбор гифтий, у которых истёк срок эксплуатации отвечает отдел терминального обслуживания.
Терминальное обслуживание — отдел, который отвечает за сбор гифтий, у которых истёк строк эксплуатации. В этом отделе люди работают в паре с гифтиями. Переговоры с владельцем гифтии, у которой заканчивается срок эксплуатации ведёт гифтия, так называемый «исполнитель», а за сбор гифтии с истекающим сроком отвечает человек, которого зовут «контролёр».
Гифтия (яп. ギフティア Гифутиа, Giftia) — андроид, имеющий искусственную душу «Альма» и характер прописанные в нём программным обеспечением, тем не менее предполагающие свободу воли и живую личность. Эксплуатируются в качестве поддержки людей или их замены, когда это необходимо, так например, гифтия может быть ребёнком бездетной пары (в сериале гифтии встречаются в базовом возрасте от 10 и 20—25), идеальным телохранителем или идеальным возлюбленным. Очень легко привязываются к «хозяину» человеку, вплоть до взаимной искренней любви. Имеет срок эксплуатации примерно в девять лет и четыре месяца.
Сбор — процесс, при котором гифтию с истёкшим сроком эксплуатации забирают для восстановления и дальнейшей утилизации или переустановки программного обеспечения для повторного использования, при которой исчезают прошлая личность и воспоминания гифтии.
Странник (яп. ワンダラー Вандара:, Wanderer) — гифтия, сбор которой не был произведён в нужный срок, вследствие чего обезумела и начала нападать на ближайших людей, как правило, связанных с их воспоминаниями. Сбор таких гифтий происходит посредством выстрела пистолетом вируса, разрушающего Альму, либо производится ликвидация частной охранной компанией «R. Security», в зависимости от случая.
R. Security (яп. アール・セキュリティ Ару сэкъюрити) — Частная охранная компания, которая работает в сотрудничестве с SAI. В зависимости от случая, компания может применить огнестрельное оружие для устранения гифтии, ставшая странником. Сотрудники первого отдела терминального обслуживания недолюбливают их как группу людей, которая видит в гифтиях только одноразовую вещь. 

## Аниме-сериал

### Список серий
| Список серий | Список серий | Список серий |
| № серии      | Название | Трансляция в Японии |
| ------------ | --- | --- |
| 1            | Первый напарник « (яп. はじめてのパートナー Хадзимэтэ-но па:тона:)»                                                              | 5 апреля 2015 года (0:30 — 1:00) Tokyo MX, GTV, GYT, Chiba TV, TVS, tvk, BS11, AT-X 8 апреля 2015 года (0:20 — 0:50) MTV 8 апреля 2015 года (1:00 — 1:30) GBS 9 апреля 2015 года (2:14 — 2:44) ABC |
| 2            | Не хочу доставлять неприятности « (яп. 足を引っ張りたくないので Аси-о хиппаритакунай-но дэ)»                                     | 12 апреля 2015 года (0:30 — 1:00) Tokyo MX |
| 3            | Мы начинаем жить вместе « (яп. 同棲はじめました До:сэй хадзимэмасита)»                                                           | 19 апреля 2015 года (0:30 — 1:00) Tokyo MX |
| 4            | Я просто не знаю, как улыбаться « (яп. うまく笑えなくて Умаку вараэнакутэ)»                                                      | 26 апреля 2015 года (0:30 — 1:00) Tokyo MX |
| 5            | Обещание, которое я хочу сдержать « (яп. 守りたかった約束 Маморитакатта якусоку)»                                                | 3 мая 2015 года (0:30 — 1:00) Tokyo MX |
| 6            | Добро пожаловать домой нам обоим! « (яп. 2人で、おかえり Футари-дэ, о-каэри)»                                                    | 10 мая 2015 года (0:30 — 1:00) Tokyo MX |
| 7            | Как пригласить её на свидание « (яп. 上手なデートの誘い方 Дзё:дзуна дэ:то-но сасои ката)»                                        | 17 мая 2015 года (0:30 — 1:00) Tokyo MX |
| 8            | Я никогда не видела фейерверки « (яп. 知らない花火 Сиранай ханаби)»                                                              | 24 мая 2015 года (0:30 — 1:00) Tokyo MX |
| 9            | После фестиваля « (яп. 祭りの後 Мацури-но ато)»                                                                                  | 31 мая 2015 года (0:30 — 1:00) Tokyo MX |
| 10           | Больше не напарники « (яп. もう、パートナーじゃない Мо: па:тона: дзя най)»                                                       | 7 июня 2015 года (0:30 — 1:00) Tokyo MX |
| 11           | День рисового омлета « (яп. オムライスの日 Омурайсу-но хи)»                                                                      | 14 июня 2015 года (0:30 — 1:00) Tokyo MX |
| 12           | День, насыщенный воспоминаниями « (яп. 想い出が埋まってく Омоидэ-га уматтэку)»                                                   | 21 июня 2015 года (0:30 — 1:00) Tokyo MX |
| 13           | Надеюсь, однажды, ты воссоединишься с дорогим тебе человеком « (яп. いつかまた巡り会えますように Ицука мата мэгуриаэмасу ё:-ни)» | 28 июня 2015 года (0:30 — 1:00) Tokyo MX |

### BD/DVD
| Диск   | Дата релиза      | Серии      |
| ------ | ---------------- | ---------- |
| 1 диск | 24 июня 2015     | 1-я        |
| 2 диск | 22 июля 2015     | 2-я, 3-я   |
| 3 диск | 26 августа 2015  | 4-я, 5-я   |
| 4 диск | 30 сентября 2015 | 6-я, 7-я   |
| 5 диск | 28 октября 2015  | 8-я, 9-я   |
| 6 диск | 25 ноября 2015   | 10-я, 11-я |
| 7 диск | 23 декабря 2015  | 12-я, 13-я |

### Саундтрек
Открывающая тема: «Ring of Fortune»
Музыка и аранжировка: Наоки Тиба  (яп. 千葉"naotyu-"直樹)
Текст: Наотака Хаяси
Вокал: Эри Сасаки (яп. 佐々木 恵梨 Сасаки Эри)
Закрывающая тема: «Asayake no Starmine» (яп. 「朝焼けのスターマイン」 Асаякэ но сута:майн)
Музыка: Хидэто Исида (яп. 石田 秀登 Исида Хидэто)
Аранжировка: Так Миядзава
Текст: Наотака Хаяси
Вокал: Асами Имаи (яп. 今井 麻美 Имаи Асами)

1 серия
- «again & again»
Музыка и аранжировка: Масару Ёкояма
Текст: Luna Goami (яп. 五阿弥 瑠奈 Гоами Руна)
Вокал: Melody Chubak (яп. メロディー チューバック Мэроди: Тю:бакку)

Прим. Звучит параллельно с финальными титрами в качестве закрывающей темы в конце 1-й серии, показанной по ТВ.
10 серия
- «Suki na no de.» (яп. 「好きなので。」 Сўкина нодэ)
Музыка и аранжировка: Масару Ёкояма
Текст: Наотака Хаяси, Хидэки Хаяси
Вокал: Сора Амамия

### Музыкальное сопровождение
В конце июня 2015 компанией Aniplex был выпущен в продажу первый диск лимитированного издания, в состав которого, помимо основного диска с 1-й серией, вошли небольшой буклет с раскадровкой и бонусный CD-диск (ANZX-11322) с оригинальным музыкальным сопровождением от композитора Масару Ёкоямы.
| №                   | Название            | Длительность |
| ------------------- | ------------------- | ------------ |
| 1.                  | «Memories»          | 2:37         |
| 2.                  | «Tsukasa»           | 1:54         |
| 3.                  | «Office Tohoho…»    | 2:02         |
| 4.                  | «Terminal Service»  | 1:33         |
| 5.                  | «Dotabata Days»     | 2:06         |
| 6.                  | «Isla»              | 1:57         |
| 7.                  | «Tea Break Mission» | 1:39         |
| 8.                  | «bye»               | 1:48         |
| 9.                  | «Accident»          | 1:36         |
| 10.                 | «Hi, there»         | 2:04         |
| 11.                 | «Honest»            | 1:30         |
| 12.                 | «Hell No»           | 1:45         |
| 13.                 | «uneasy»            | 1:37         |
| 14.                 | «What do you say?»  | 1:47         |
| 15.                 | «again & again»     | 2:53         |
| Общая длительность: | Общая длительность: | 28:48        |

Музыканты:
Струнные: Daisuke Kadowaki Strings (яп. 門脇大輔ストリングス Кадоваки Дайсукэ суторингусу)
Виолончель: Тосиюки Муранака (яп. 村中 俊之 Муранака Тосиюки)
Фортепиано: Сёко Мотияма (яп. 持山 翔子 Мотияма Сё:ко)
Аккордеон: Такуро Ига (яп. 伊賀 拓郎 Ига Такуро:)
Флейта: Мисаки Хатори (яп. 羽鳥 美紗紀 Хатори Мисаки)
Кларнет: Хидэхито Нака (яп. 中 秀仁 Нака Хидэхито)
Теноровый тромбон: Канадэ Сисиути (яп. 鹿討 奏 Сисиути Канадэ)
Акустическая и электрогитара: Хироаки Цуцуми (яп. 堤 博明 Цуцуми Хироаки)
Бас-гитара: Сётаро Тамаки (яп. 玉木 正太郎 Тамаки Сё:таро:)
Контрабас: Наоки Кояма (яп. 小山 尚希 Кояма Наоки)
Барабаны: Кэн Хигэсиро (яп. 髭白 健 Хигэсиро Кэн)
Программирование и клавишные: Масару Ёкояма (яп. 横山 克 Ёкояма Масару)
Сотрудники:
Микширование: Miracle Bus Studio
Мастеринг: Sony Music Studio, Юдзи Тинонэ
Запись: Sound City, Sound Lab OISEAU
Запись и работа с Pro Tools: Мицунори Аидзава, Ацуси Фудзита
Продюсер: Дзюн Мураками
Руководитель: Такахиро Икэда
Ассистирование: Сатоси Игараси

### Авторский состав
| Список серий | Список серий  | Список серий     | Список серий     | Список серий |
| № серии      | Сценарий      | Раскадровка      | Режиссёр эпизода | Контролёр анимации |
| ------------ | ------------- | ---------------- | ---------------- | --- |
| 1-я серия    | Наотака Хаяси | Ёсиюки Фудзивара | Ёсиюки Фудзивара | Ай Кикути, Тиаки Накадзима |
| 2-я серия    | Наотака Хаяси | Сэйки Сугавара   | Сэйки Сугавара   | Юки Ватанабэ |
| 3-я серия    | Наотака Хаяси | Ясухиро Кимура   | Ясухиро Кимура   | Дзюн Ямадзаки |
| 4-я серия    | Наотака Хаяси | Митио Фукуда     | Синъя Иино       | Нобуюки Ито |
| 5-я серия    | Наотака Хаяси | Митио Фукуда     | Тацуя Нокимори   | Хисаси Хигасима |
| 6-я серия    | Наотака Хаяси | Ёсиюки Фудзивара | Ёсиюки Фудзивара | Тиэ Мисима, Мотохиро Танигути |
| 7-я серия    | Наотака Хаяси | Ясухиро Кимура   | Ясухиро Кимура   | Хаято Хасигути, Со Като, Нобуюки Ито, Аки Яхаги, Юки Ватанабэ, Дзюн Ямадзаки |
| 8-я серия    | Наотака Хаяси | Мицуэ Ямадзаки   | Мицуэ Ямадзаки   | Саки Такахаси |
| 9-я серия    | Наотака Хаяси | Рёки Камицубо    | Ю Киномэ         | Юки Ватанабэ, Рюносукэ Мураками |
| 10-я серия   | Наотака Хаяси | Митио Фукуда     | Тацуя Нокимори   | Ай Кикути, Саки Такахаси, Ацуси Сога, Сюдзи Маруяма, Юки Ватанабэ, Мики Муто |
| 11-я серия   | Наотака Хаяси | Мицуэ Ямадзаки   | Мицуэ Ямадзаки   | Рито Содэяма, Хисаси Накамото |
| 12-я серия   | Наотака Хаяси | Ясухиро Ириэ     | Ясухиро Кимура   | Дзюн Ямадзаки, Аки Яхаги, Нару Хомура Саки Такахаси, Марико Кубо, Ай Кикути |
| 13-я серия   | Наотака Хаяси | Ёсиюки Фудзивара | Ёсиюки Фудзивара | Тиаки Накадзима, Юки Ватанабэ, Дзюн Ямадзаки, Аки Яхаги, Хисаси Накамото, Тисато Кикунага, Хитоми Кайхо, Саки Такахаси, Ай Кикути, Кэйко Итихара, Цубаса Ито, Сюдзи Маруяма, Хисаси Хигасима, Юки Накано |

Режиссёр: Ёсиюки Фудзивара (яп. 藤原 佳幸 Фудзивара Ёсиюки)
Сценарий: Наотака Хаяси (яп. 林 直孝 Хаяси Наотака)
Концептуальный дизайн персонажей: okiura (яп. オキウラ окиура)
Дизайн персонажей: Тиаки Накадзима (яп. 中島 千明 Накадзима Тиаки)
Дизайн механизмов: Хироси Тани (яп. 谷 裕司 Тани Хироси)
Художественный руководитель: Масаки Кавагути (яп. 川口 正明 Кавагути Масаки)
Музыкальный продюсер: Дзюн Мураками (яп. 村上 純 Мураками Дзюн)
Композитор: Масару Ёкояма (яп. 横山 克 Ёкояма Масару)
Студия: Doga Kobo
Производство: Aniplex, Bushiroad, KADOKAWA, AT-X, MAGES, Movic

## Манга
В конце апреля 2015 года в продажу поступил первый том спин-офф манги под названием Plastic Memories: Say to Good-bye (яп. プラスティック・メモリーズ Say to good-bye). Первый том является приквелом к сюжетной линии аниме, а уже два остальных полностью рассказывают его от лица Митиру Кинусимы.

## Ранобэ
10 сентября 2016 года было выпущено ранобэ, под названием Plastic Memories: -Heartfelt Thanks- (яп. プラスティック・メモリーズ -Heartfelt Thanks-). В ранобэ вошли 5 эпизодов, каждый из которых ведётся от лица разных персонажей сериала, а именно: Цукасы, Зака, Шерри, Констанса и Айлы. 

## Визуальный роман
13 октября 2016 года на платформу PlayStation Vita был выпущен визуальный роман. Его повествование ведётся от лица Цукасы Мидзугаки, который работает в первом отделе терминального обслуживания. В игре присутствует система выборов, а также система очков. В зависимости от того, сколько очков соберёт игрок, он сможет получить одну из трёх основных концовок, либо концовки персонажей: Митиру, Кадзуки, Шерри и Эру. 
Позднее в продажу поступило ограниченное издание визуального романа, которое включало в себя фигурку Айлы.